# Stefano Tacconi
Stefano Tacconi (Perugia, 1957. május 13. –) olasz labdarúgókapus. Posztján az egyetlen, aki megnyert minden európai sorozatot, szakértők szerint korosztálya legjobb kapusainak egyike.

## Pályafutása

### Klubcsapatokban
1974–75-ben a Spoleto, 1975–76-ben az Internazionale, 1976–77-ben ismét a Spoleto, 1977–78-ban a Pro Patria, 1978–79-ben a Livorno, 1979–80-ban a Sambenedettese, 1980 és 1983 között az Avellino labdarúgója volt. 1983 és 1992 között a Juventus csapatában védett, ahol két olasz bajnoki címet és egy kupagyőzelmet ért el az együttessel. Mind a három európai kupasorozatot (BEK, KEK, UEFA-kupa) megnyerte a csapattal. 1992 és 1995 között a Genoa együttesében fejezte be az aktív játékot.

### A válogatottban
1987 és 1991 között hét alkalommal szerepelt az olasz válogatottban. Az 1988-as szöuli olimpián negyedik helyen végzett a válogatott együttessel. Az 1988-as NSZK-beli Európa-bajnokságon és az 1990-es olaszországi világbajnokságon tagja volt a bronzérmes csapatnak.

## Sikerei, díjai
Olaszország
- Világbajnokság
  - bronzérmes: 1990, Olaszország
- Európa-bajnokság
  - bronzérmes: 1988, NSZK

 Juventus
- Olasz bajnokság (Serie A)
  - bajnok (2): 1983–84, 1985–86
- Olasz kupa (Coppa Italia)
  - győztes: 1990
- Olasz szuperkupa (Supercoppa Italiana
  - döntős: 1990
- Bajnokcsapatok Európa-kupája (BEK)
  - győztes: 1984–85
- Kupagyőztesek Európa-kupája (KEK)
  - győztes: 1983–84
- UEFA-kupa
  - győztes: 1989–90
- UEFA-szuperkupa
  - győztes: 1984
- Interkontinentális kupa
  - győztes: 1985